# هیکادووا
هیکادووا (به لاتین: Hikkaduwa) یک منطقهٔ مسکونی در سری‌لانکا است که در استان جنوبی (سری‌لانکا) واقع شده‌است. هیکادووا ۱۰۱٬۳۴۲ نفر جمعیت دارد.

## نگارخانه

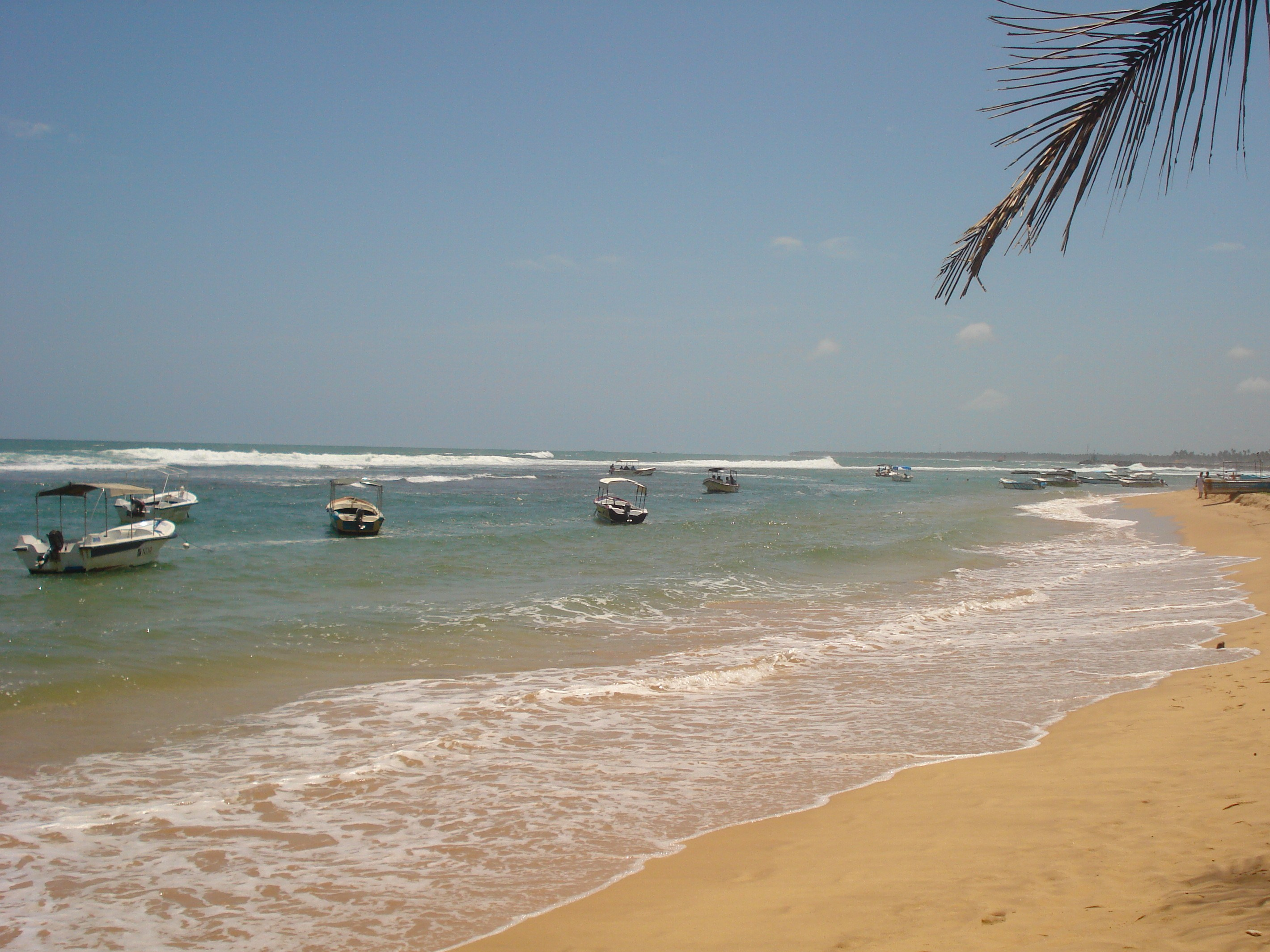
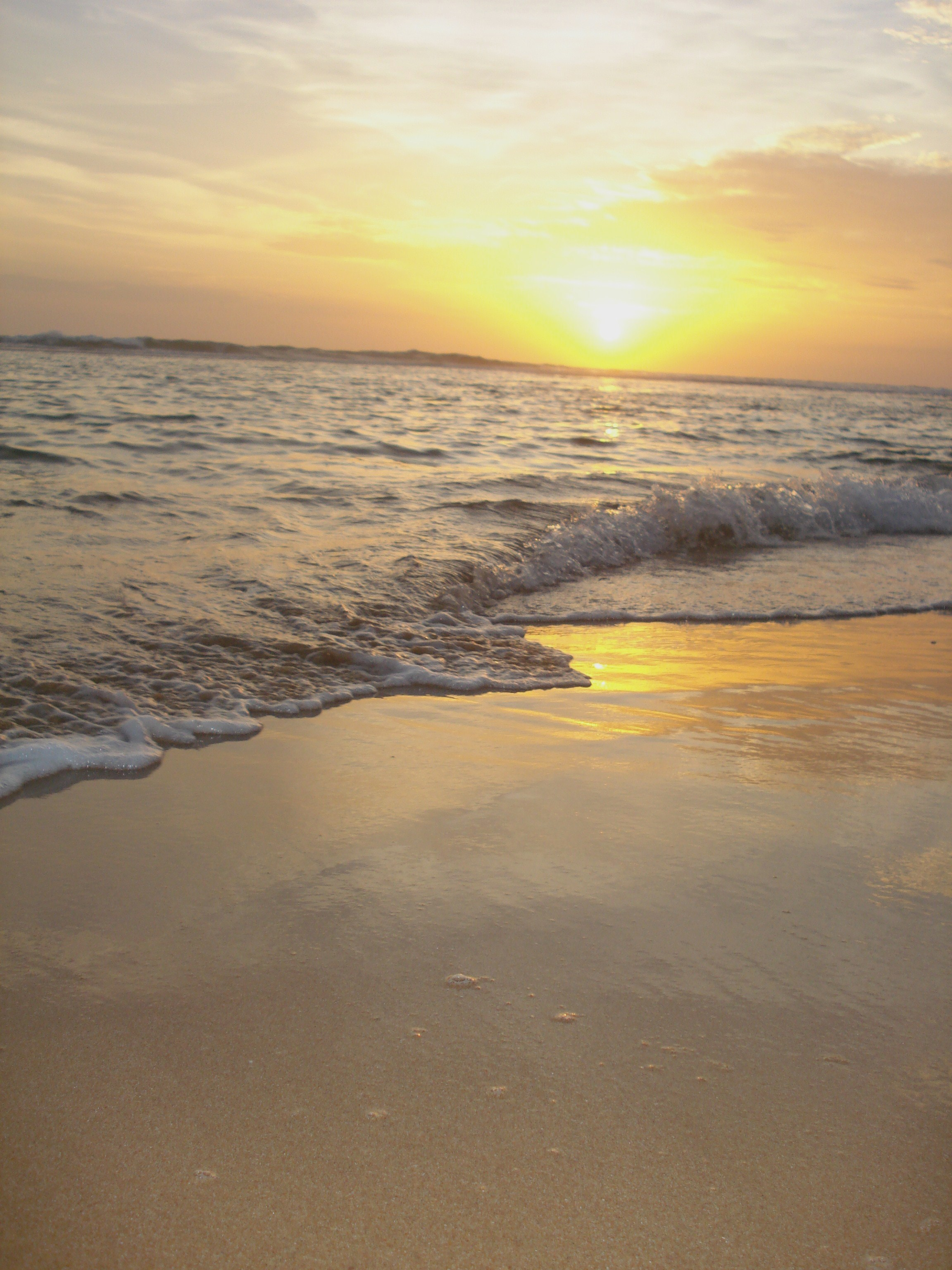
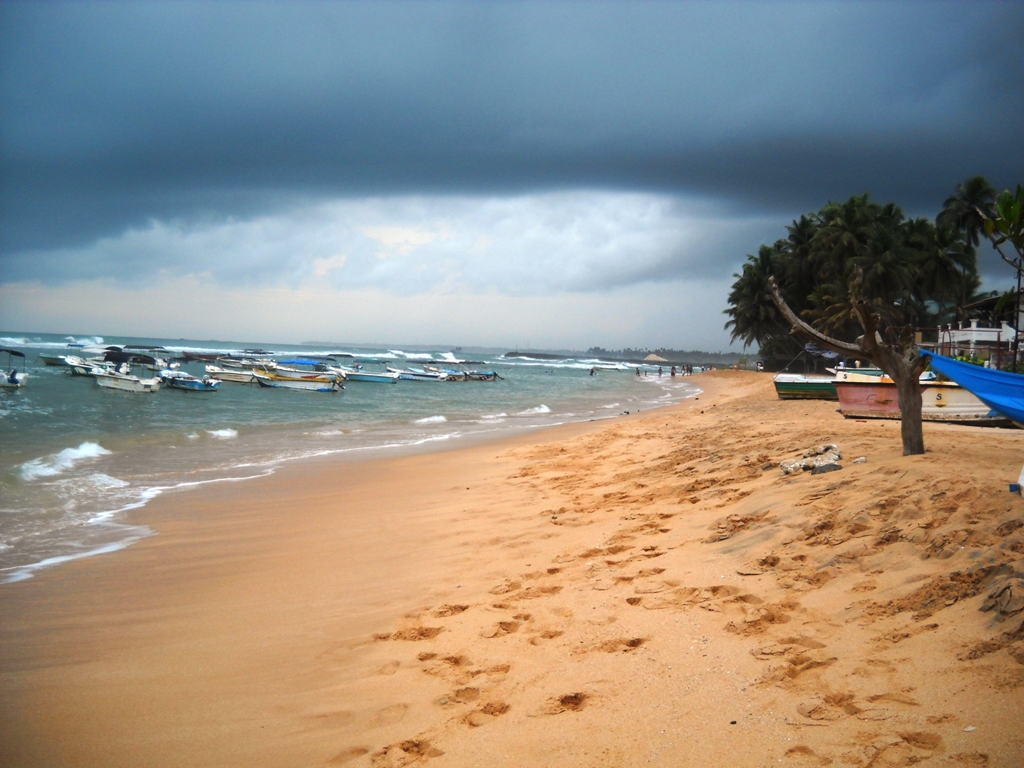